# Alternative dance
Alternative dance nebo indie dance (také underground dance v USA) je hudební žánr, který mísí podžánry rocku s elektronickou hudbou. Třebaže nebyl na britských ostrovech příliš rozšířen, byl v Americe a celosvětově odtajněn skupinami jako New Order v 80. letech a The Prodigy v letech devadesátých.

## Styl
Allmusic uvedl k alternative dance mixes: „melodická struktura písně alternativního a indie rocku s elektronickými beaty, syntezátory a/nebo samply a klubově orientovanou post-disco taneční hudbou“. Sacramento Bee ho označuje jako „postmodern – Eurosynth – technopop – New Wave v mixéru“. 
Žánr je těžce popsatelný v klubové kultuře pro inspiraci u začlenění jiných hudebních stylů jako je synthpop, acid house a trip-hop. Alternative dance umělci jsou identifikování skrz jejich označení, strukturu nebo splynutí specifických hudebních prvků.